# شكيب دلال
شكيب جميل دلال (أبو جميل؛ 1920 – 6 يونيو 1992) سياسي وعسكري فلسطيني قومي، ولد في مدينة طولكرم الفلسطينية، وهو من رجالات الحركة الوطنية الفلسطينية، ومن مؤسسي حزب البعث العربي الاشتراكي، ومن أعضاء الحزب، ومن أعضاء منظمة التحرير الفلسطينية، وعضو في المجلس الوطني الفلسطيني (البرلمان الفلسطيني)، ومن المقربين للرئيس السوري أديب الشيشكلي، ومن زعماء حزب العمال العربي الفلسطيني، ومن رواد الحركة النقابية الفلسطينية، وأحد أبرز النقابيين فيها، ومن قادة اللجنة القومية العربية، وأحد أبرز معارضي مباحثات السلام الفلسطينية الإسرائيلية.

## نشأته وتحصيله العلمي
ولد شكيب جميل دلال في مدينة طولكرم بالضفة الغربية عام 1920 لأسرة مكونة من أب وأم و8 أبناء. تلقى تعليمه في مدارس مدينته طولكرم لا سيما في المدرسة الفاضلية العريقة بالمدينة، ثم التحق بالجامعة لدراسة تخصص الحقوق، وتخرج منها ليصبح محاميًا.

## حياته الشخصية
والده هو جميل دلال من مدينة طولكرم والذي يعد من قادة الثورة الفلسطينية عام 1936 ومن مخاتير مدينة طولكرم. ومن أشقاء شكيب: رفيق دلال، والكاتب شوكت دلال.

## حياته السياسة والعسكرية
خلال مطلع شبابه، شارك شكيب دلال في الثورة الفلسطينية الكبرى عام 1936، ثم انضم إلى حزب العمال العربي الفلسطيني الذي عرف باسم حزب جمعية العمال العرب الفلسطينيين، حيث كان عضوًا وقياديًا في الاتحاد وذلك خلال المؤتمر العام مع سامي طه الذي انتخب رئيسًا للحزب عام 1943؛ قبل أن يغتال سامي في مساء يوم 11 سبتمبر عام 1947، وقد شكل تحالف شكيب دلال مع سامي طه قاعدة إستراتيجية مهمة لمدن الوسط الفلسطيني (طولكرم، ونابلس، وجنين).
في عام 1947، غادر شكيب إلى سوريا وانضم هناك إلى قيادة جيش الإنقاذ العربي، والتقى بالرئيس السوري أديب الشيشكلي الذي لم يكن بعد رئيسًا، وشارك شكيب في تأسيس حزب البعث العربي الاشتراكي خلال المؤتمر التأسيسي الأول للحزب ما بين الرابع والسادس من أبريل عام 1947 في العاصمة دمشق، حيث جرى حينها انتخاب ميشيل عفلق أمينًا عامًا للحزب، فكان شكيب دلال من مؤسسي وقادة الحزب.
شارك شكيب دلال في عدة معارك عسكرية ضد منظمة الهاغانا الصهيونية وذلك منذ عام 1947 وحتى عام 1949، وقد أصيب خلال هجومه في معركة بيسان شمال فلسطين عام 1947، ليتعافي من إصابته بعد بضعة أشهر.
أصبح شكيب دلال من أعضاء منظمة التحرير الفلسطينية، التي اُعتبرت الممثل الشرعي والوحيد للشعب الفلسطيني؛ حيث انتخب عضوًا في المجلس الوطني الفلسطيني الذي يعد السلطة العليا للمنظمة والذي يعد أيضًا برلمان الشعب الفلسطيني بأسره داخل فلسطين وخارجها.
كان شكيب دلال قد عارض اتفاقيات ومباحثات السلام بين منظمة التحرير الفلسطينية وإسرائيل، كما رفض رفضًا قاطعًا التوقيع عليها، وقد توفي وهو معارضًا ورافضًا لها.

## وفاته
توفي شكيب دلال في العاصمة الأردنية عمان صباح يوم 6 يونيو 1992، وقد جرى نعيه من قبل عدة شخصيات فلسطينية الذين وصفوا وفاته بأنها بعد "أعوام طويلة قضاها في النضال الوطني الفلسطيني".

## روابط خارجية
- صورة لشكيب دلال، موقع فلسطين في الذاكرة.
- صورة أخرى لشكيب دلال، موقع فلسطين في الذاكرة.